# Rafael Julià Salvia i Giménez
Rafael Julià Salvia i Giménez (Tortosa, Baix Ebre, 21 de gener de 1915 - Madrid, 21 de juliol de 1976), conegut com a Rafael J. Salvia, va ser un escriptor, guionista i director de cinema català.
Rafael J. Salvia fou aficionat al món del cinema des de jove. Es llicencià en Dret i Filosofia i Lletres. Fou col·laborador de diferents publicacions periòdiques com Unidad o La prensa, a més arribà a ser cap de redacció de la revista Cinema. Fou escriptor de poesia, narrativa i assaig. Entrà en el món del cinema a través del guió. Molts dels seus guions van ser èxits comercials de l'època. La seva filmografia inclou nombrosos títols però sobretot destacà per les comèdies que combinaven personatges tendres, optimisme trempat i finals feliços. També treballà per a televisió: a TVE va guionitzar la sèrie Cuentos y leyendas. Pel que fa a la direcció, començà amb la realització de diversos curtmetratges.

## Filmografia seleccionada
- Proceso a una estrella (1966)
- La cesta (1965)
- Isidro el labrador (1964)
- Una tal Dulcinea (1963)
- Festival en Benidorm (1961)
- Vida sin risas (1960)
- Días de feria (1960)
- Nacido para la música (1959)
- Las chicas de la Cruz Roja (1958)
- El puente de la paz (1958)
- Pasaje a Venezuela (1957)
- Manolo guardia urbano (1956)
- ¡Aquí hay petróleo! (1956)
- Rapto en la ciudad (1955)
- Vuelo 971 (1953)
- Concierto mágico (1953)
- El pórtico de la gloria (1953)